# Kerner István (karmester)

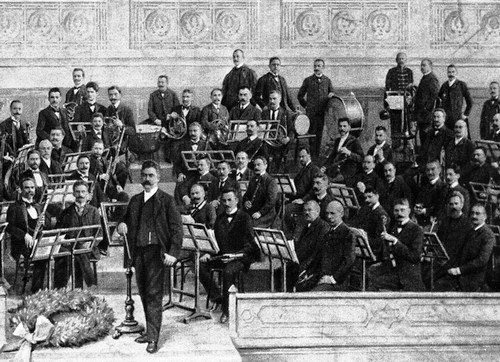
A Budapesti Filharmóniai Társaság zenekara. Karmester Kerner István

Kerner István (Máriakéménd, 1867. április 5. – Budapest, 1929. augusztus 27.) magyar karmester, a Budapesti Filharmóniai Társaság zenekarának elnök-karmestere (1900-1918), A Magyar Állami Operaház örökös tagja.

## Életútja
Édesapja Kerner János, kántortanítóként működött itt, és ő volt fia első zenetanára. Tőle tanult zongorázni, orgonálni. A budapesti Nemzeti Zenedében folytatta zenei tanulmányait. Itt Huber Károly és Hubay Jenő voltak a tanárai. Hegedűn és brácsán tanult. 1884/85-ben brácsásként került az Operaház kötelékébe. Két karmester vezénylete alatt dolgozott itt: Erkel Sándor és Gustav Mahler. Kerner Erkel Sándor követőjének tartotta és vallotta magát. 1892-ben korrepetitorrá, 1896-ban karmesterré lépett elő. 1927-től főzeneigazgató.